# 為你綻放的花
《為你綻放的花》是日本TBS電視台於2022年10月18日至12月20日播出的週二連續劇，由本田翼主演，也是她首次主演TBS電視劇。
劇中7人男子團體「8LOOM」，不只在劇中，也將以期間限定的方式在現實中出道。以劇中主題曲和插曲為首，將舉行各種藝能活動。TBS官方YouTube也公開7位成員自播出前一年的貼身採訪紀錄片，包括試鏡、舞蹈、演技、歌唱課程等等影像。粉絲名稱為「8LOOMY」。
臺灣由KKTV、friDay影音於10月19日起跟播。

## 劇情簡介
仲町明日花實現了幼時的夢想，並每日以高中教師身份努力奮鬥。就如她名字的寓意「就算再有什麼難事，明天花還是會開並給人帶來力量」般，她是一位總是給周圍的人帶來光明的女性。然而，她因某事遭受挫折放棄夢想，並封閉自己成為家裡蹲。
經歷失業3年的她，偶然間成為人氣不紅、就算出道在公司位置仍然岌岌可危、並面臨解約危機的7人男子團體「8LOOM」（唸作“Bloom”）的宿舍管理員（稱作“寮母”）。在裡面意外再遇見自己曾經的學生・佐神彈，並開始與個性獨特的7位帥哥一起生活。其中，彈作為團體的隊長和成員勇敢挑戰夢想的身姿、大家互相切磋、各個經歷苦難仍永不放棄的姿態，打動明日花並無意間漸漸找回作為教師時的熱情，勇敢面對自己的挫折並正視自己的夢想。明日花在背後支持8LOOM並一同向「成為Top Artist的夢想」前進。

## 登場人物

### 主要人物
- 仲町明日花：本田翼[1]

前高中教師，後來成為7人男子團體的宿舍管理員。

### 7人男子團體「8LOOM」
- 佐神彈：高橋文哉[3]

暱稱「彈」，負責8LOOM音樂創作的隊長兼center。
曾經是明日花的學生。個性很為同伴著想，但也有傲嬌的一面。看起來是一頭孤狼，其實是還殘留著年輕與青澀的一只小狗。喜歡明日花。
- 成瀨大二郎：宮世琉彌[4]

暱稱「Naru」，8LOOM最年少。
第二話開始成為編舞擔當。
成員間關係的潤滑劑，很靠得住的小弟。總是笑瞇瞇的，歌唱舞蹈都很擅長的全能者。
- 古町有起哉：綱啓永[5]

暱稱「Yukiya」，8LOOM最年長。
第二話開始成為氣氛擔當。
個性很為同伴著想，很有男子氣概。克服各種辛勞，終於獲得出道機會的努力家。
- 一之瀬榮治：八村倫太郎[6]

暱稱「Eiji」，是現役大學生。
第二話開始成為MC擔當。
性格務實可靠，但是有時候會悲觀消極思考，反而換成他被年下成員關心照料。
- 檜山龍星：森愁斗[7]

暱稱「Ryusei」。非常喜歡唱歌。
第二話開始成為可以跟他傾訴對象。
愛撒嬌開玩笑、我行我素，但有時候又很神秘的自由人。
- 久留島巧：NOA[8]

暱稱「Takumi」。
第二話開始成為運動計劃擔當。
表演能力出眾，乍看起來酷酷的、完美的。其實很天然、生活白痴，擁有著反差魅力。
- 小野寺寶：山下幸輝[9]

暱稱「Takara」，性格陽光開朗的弟弟人設。
第二話開始成為新一任隊長。
跳舞實力出眾，另一方面，喜歡照顧他人，擁有自然熟練照顧年長成員的一面。

### 明日花相關人物
- 仲町優里：木南晴夏[10]

明日花的姊姊。
- 三谷滿男：菊田龍大[11]

優里的未婚夫。
- 池谷幸次郎：前田公輝[12]

在明日花曾就職的高中擔任教師，很在意明日花為何辭職；與明日花再次相遇後也從高中教師的職業離職，並轉職到自由學校「紡學園」擔任教師。

### 花卷娛樂
- 花卷由紀：夏木麻里[13]

8LOOM所屬經紀公司「花卷娛樂」社長。
- 添木健司：宮野真守[14]

8LOOM的經紀人。
- 香坂菫：內田有紀[15]

8LOOM的對手組合「CHAYNEY」的經紀人。

### CHAYNEY
- MINATO：木村柾哉（INI）[16]
- YUZU：高塚大夢（INI）[16]
- IBUKI：田島將吾（INI）[16]
- SHUHEI：藤牧京介（INI）[16]
- NAYUTA：松田迅（INI）[16]

### 8LOOM相關人物
- 池岡奈緒：志田彩良[17]

8LOOM聚會場所的公共浴池老闆女兒。
- RIRIKA：川津明日香[18]

天氣主播；與8LOOM同屬花卷娛樂的藝人。
- 東良介：池田匡志（第1話・第6話・第7話）

曾經是明日花的學生，也是佐神彈的高中同學；是8LOOM出道時的初始團員，在8LOOM不紅的時期退團。

### 其他人物
- Trinity春日：竹中直人[19]

與花卷娛樂相關的神秘人物。
- 阿俊：梶裕貴（第3話・第4話）[20]

以掃除整理為興趣的公務員，添木健司的戀人。
- 豐高創：塚本高史（第1話・第6話・第7話）[21]

在明日花曾就職的高中擔任教師，曾對同事明日花很嚴厲。

## 製作人員
- 劇本：吉田惠里香
- 導演：坪井敏雄、加藤尚樹、宮崎陽平
- 配樂：河野伸
- 主題曲：8LOOM《為你綻放的花》（Virgin Music）
- 插曲：8LOOM
- 8LOOM編舞：ReiNa
- 製作人：黎景怡、宮崎真佐子
- 製作：TBS電視台

## 播出日程
- 第1話加長15分鐘（22:00 - 23:12）。

| 集數                                                                      | 播出日期 | 日文標題 | 中文標題 (friDay影音)         | 導演     | 收視率 |
| ------------------------------------------------------------------------- | -------- | -------- | ----------------------------- | -------- | ------ |
| 第1話                                                                     | 10月18日 |          | 我會實現妳的夢想              | 坪井敏雄 | 6.5%   |
| 第2話                                                                     | 10月25日 |          | 我們不是孤身作戰              | 坪井敏雄 | 6.0%   |
| 第3話                                                                     | 11月01日 |          | 不需要舍監!能幹的經紀人現身   | 加藤尚樹 | 5.2%   |
| 第4話                                                                     | 11月08日 |          | 今晚，將發布決定性的新歌      | 坪井敏雄 | 5.1%   |
| 第5話                                                                     | 11月15日 |          | 團體的存亡危機!?              | 宮崎陽平 | 5.3%   |
| 第6話                                                                     | 11月22日 |          | 與退團成員的重逢…             | 加藤尚樹 | 4.6%   |
| 第7話                                                                     | 11月29日 |          | 流淚告白…真正的感受傾洩而出   | 加藤尚樹 | 4.6%   |
| 第8話                                                                     | 12月06日 |          | 關係開始崩壞!?                | 坪井敏雄 | 5.0%   |
| 第9話                                                                     | 12月13日 |          | 因為喜歡你，所以希望你能幸福… | 宮崎陽平 | 4.9%   |
| 最終話                                                                    | 12月20日 |          | 為唯一的你綻放的花            | 坪井敏雄 | 5.4%   |
| 平均視聴率 5.3%（收視率由Video Research調查關東地區、家戶的即時統計資料） |          |          |                               |          |        |

## 8LOOM

### 成員

#### 現任成員
| 成員名     | 成員名           | 暱稱   | 代表色 | 代表花     | 花語                       | 團內擔當             | 飾演演員   |
| 姓名       | 羅馬拼音         | 暱稱   | 代表色 | 代表花     | 花語                       | 團內擔當             | 飾演演員   |
| ---------- | ---------------- | ------ | ------ | ---------- | -------------------------- | -------------------- | ---------- |
| 佐神彈     | Sagami Dan       | Dan    | 紅     | 非洲菊     | 有毅力、不畏艱難向前挑戰   | 前隊長、作詞、Center | 高橋文哉   |
| 成瀨大二郎 | Naruse Daijirō   | Naru   | 粉     | 鬱金香     | 誠實的愛、體貼             | 編舞                 | 宮世琉彌   |
| 古町有起哉 | Furumachi Yukiya | Yukiya | 藍     | 日本藍星花 | 幸福的愛、互信的心         | 氣氛                 | 綱啓永     |
| 一之瀨榮治 | Ichinose Eiji    | Eiji   | 白     | 瑪格麗特   | 真實的愛、信賴、真實的友情 | MC、與工作人員交涉   | 八村倫太郎 |
| 檜山龍星   | Hiyama Ryūsei    | Ryūsei | 橘     | 罌粟花     | 開朗善良、體貼、貼心       | 心理關懷、傾訴對象   | 森愁斗     |
| 久留島巧   | Kurushima Takumi | Takumi | 紫     | 歐丁香     | 回憶、友情、初戀           | 製作訓練計畫         | NOA        |
| 小野寺寶   | Onodera Takara   | Takara | 黃     | 向日葵     | 讓你幸福、愛慕、熱情       | 新任隊長             | 山下幸輝   |

#### 已離開成員
| 成員名 | 成員名          | 暱稱    | 代表色 | 代表花 | 花語 | 團內擔當 | 飾演演員 |
| 姓名   | 羅馬拼音        | 暱稱    | 代表色 | 代表花 | 花語 | 團內擔當 | 飾演演員 |
| ------ | --------------- | ------- | ------ | ------ | ---- | -------- | -------- |
| 東良介 | Higashi Ryosuke | Ryosuke | 綠     | 三葉草 |      |          | 池田匡志 |

### 數位單曲
1. Come Again（2022年9月21日）[32][33]
2. 君の花になる（2022年10月19日）[34]
3. Melody（2022年11月9日）[35]
4. HIKARI（2022年11月23日）[36]
5. Forever or Never（2022年12月7日）[37]

### 參與活動
- Rakuten Girls Award 2022 AUTUMN/WINTER（2022年10月8日，幕張展覽館）[38]
- KCON 2022 JAPAN（2022年10月15日，有明體育館）[39]
- TikTok Awards Japan 2022（2022年12月6日）[40]
- 2022 Mnet Japan Fan’s Choice Awards（2022年12月19日，品川Stellar Ball）[41]

### 寫真集
- 8LOOM PHOTO BOOK（2022年10月29日，PARCO出版社）ISBN 978-4-86506-403-2[42]

### 粉絲見面會
- 君の花になる“Thank You 8LOOMY”FAN MEETING（2022年12月21日 - 12月27日，IHI STAGE AROUND TOKYO）

## 外部連結
- 官方网站（日語）
  - 電視劇的X（前Twitter）（日語）
  - 電視劇的Instagram帳戶（日語）
  - 電視劇的TikTok（日語）
  - YouTube上的《為你綻放的花》播出前365天播放列表

| 日本 TBS電視台 週二連續劇           | 日本 TBS電視台 週二連續劇                 | 日本 TBS電視台 週二連續劇 |
| ----------------------------------- | ----------------------------------------- | ------------------------- |
|                                     | 為你綻放的花 （2022年10月18日－12月20日） |                           |
| 騎上獨角獸 （2022年7月5日－9月6日） | 黃昏下牽起手 （2023年1月17日－3月21日）   |                           |

| 臺灣 緯來日本台 每週一至五 21:00 - 22:00    | 臺灣 緯來日本台 每週一至五 21:00 - 22:00   | 臺灣 緯來日本台 每週一至五 21:00 - 22:00 |
| ------------------------------------------- | ------------------------------------------ | ---------------------------------------- |
|                                             | 為你綻放的花 （2023年5月26日－6月8日）     |                                          |
| 黃昏時分，牽起手 （2023年5月12日－5月25日） | 當星雨落下的夜晚 （2023年6月9日－6月21日） |                                          |